# Fort Lamalgue
Le fort Lamalgue est un fort français construit à Toulon dans la seconde moitié du XVIIIe siècle (entre 1764 et 1789), dans le but de couvrir les approches terrestres de Toulon par l'est et pour assurer la position du fort Saint Louis face à la mer. 
Situé au Mourillon sur une hauteur à l'est de Toulon, il abrite aujourd'hui différents services chargés de la gestion du personnel de la Marine nationale (centre de calcul de la solde, archivage des dossiers administratifs, etc.).

## Histoire

### La construction
Durant le siège de 1707, le fort Saint-Louis, dressé face à la mer, est pris à partie par des batteries austro-savoyardes élevées sur la hauteur voisine de La malgue. Le fort est désemparé et abandonné après une canonnade de près de dix jours. La chute de cet ouvrage permet le bombardement de la ville et du port depuis la rade, confirmant le rôle clef de cette position face à la mer. À la suite de ces événements, il est décidé de renforcer les défenses de la ville. 
À la Malgue (« la marge » en provençal) est commencée, en 1738, une petite redoute à deux demi-lunes en pierre sèche Situé sur une hauteur, il protège l'entrée de la petite rade. 
La construction du fort débute en 1764 par l'ingénieur militaire Millet de Monville, directeur des fortifications. Seul le retour de la paix après la guerre de Sept Ans (1756-1763) permet de financer durablement (mais lentement) les travaux. Autour d'une grande cour d'honneur, sont construits quatre bastions, chacun avec sa casemate. Sa construction n'est achevée que vers 1789. Il est prévu pour abriter une garnison de 600 hommes.
Joubert ayant été mortellement blessé à la bataille de Novi, le 15 août 1799, le Premier Consul fait déposer ses restes dans le fort La Malgue, appelé depuis fort Joubert. Il est ensuite inhumé dans l'église de Pont-de-Vaux, son village natal.

### Un fort utilisé comme prison
Le fort sert de prison principalement pendant la période révolutionnaire, puis après l'insurrection du Var en 1851, et jusqu'en 1923.
L'émir Abd el-Kader (1808-1883) y est détenu quelques semaines en 1848.

### La détention d'Abd-el-Kader
Après avoir combattu contre la colonisation de l'Algérie, il se rend au général de Lamoricière avec la promesse d'être envoyé en exil à Saint-Jean-d'Acre ou à Alexandrie. Il est embarqué, lui et une partie de sa famille et de sa suite sur la frégate Asmodée qui les débarquent à Toulon le 29 décembre. Ils sont mis en quarantaine au lazaret de Saint-Mandrier. Le roi Louis-Philippe est favorable à son transfert à Alexandrie mais le Parlement s'y oppose. Abd-el-kader et une partie de sa famille sont transférés le 11 janvier 1848 au fort Lamalgue tandis que sa suite est installée au fort Malbousquet.
Rien n'a été préparé pour son arrivée et le fort est peu adapté pour l'hébergement d'une famille (Abd el-Kader est alors entouré de ses trois femmes, de ses quatre plus jeunes enfants et de sa mère âgée de 75 ans). Le poète toulonnais Charles Poncy, le colonel Eugène Daumas, missionné par le ministère de la Guerre pour sa surveillance ainsi que le commissaire du gouvernement Émile Ollivier descendu à Toulon en mars 1848 (au nom du gouvernement provisoire, après la chute de Louis-Philippe) plaident auprès du gouvernement pour un exil en terre d'Orient, conformément à la promesse faite, ou pour une remise en liberté mais rien n'y fait : le gouvernement choisit le transfert dans un lieu moins précaire, le château de Pau. Abd-el-Kader, sa famille et sa suite quittent donc Toulon le 23 avril 1848, en bateau en direction de Sète pour rejoindre le Béarn.
Une rue de Toulon dans le quartier Lamalgue et une casemate du fort portent son nom.

### La Seconde Guerre mondiale
Durant la Seconde Guerre mondiale, le PC de l'amiral commandant en Méditerranée est installé dans le fort. 
L'École navale, repliée de Brest dans le Lot, est installée au fort Lamalgue à partir de la rentrée 1941. 
Le 27 novembre 1942, l'ordre de sabordage de la flotte part du fort Lamalgue (qui abrite le central téléphonique général et, de plus, est attaqué en premier par les allemands arrivés par l'est) vers les navires basés dans l'arsenal de Toulon.